# Землетрясение в Альпаго (1873)
Землетрясение в Альпаго 1873 года — землетрясение, произошедшее 29 июня 1873 года вблизи итальянского города Беллуно в геологически активной долине Альпаго в области Венето. Землетрясение магнитудой 6,3 было оценено в IX—X баллов (крайне разрушительное) по шкале Меркалли. Наибольший ущерб от землетрясения был зарегистрирован в провинциях Беллуно, Тревизо и Порденоне.

## Землетрясение
Землетрясение началось 29 июня 1873 года в 4:29, в день, когда должно было пройти празднование Дня Петра и Павла.
Удар остро ощущался во всей области Венето и главным образом пришёлся на города, расположенные во впадине Альпаго, долине Лапизина и над плато Консильо. Толчки землетрясения чувствовались в Генуе, Марке, а также в Умбрии, Словении, Австрии, Швейцарии и Баварии. Эпицентр находился на северном краю озера Санта-Кроче, в 12 километрах к востоку от Беллуно.

## Разрушения и жертвы

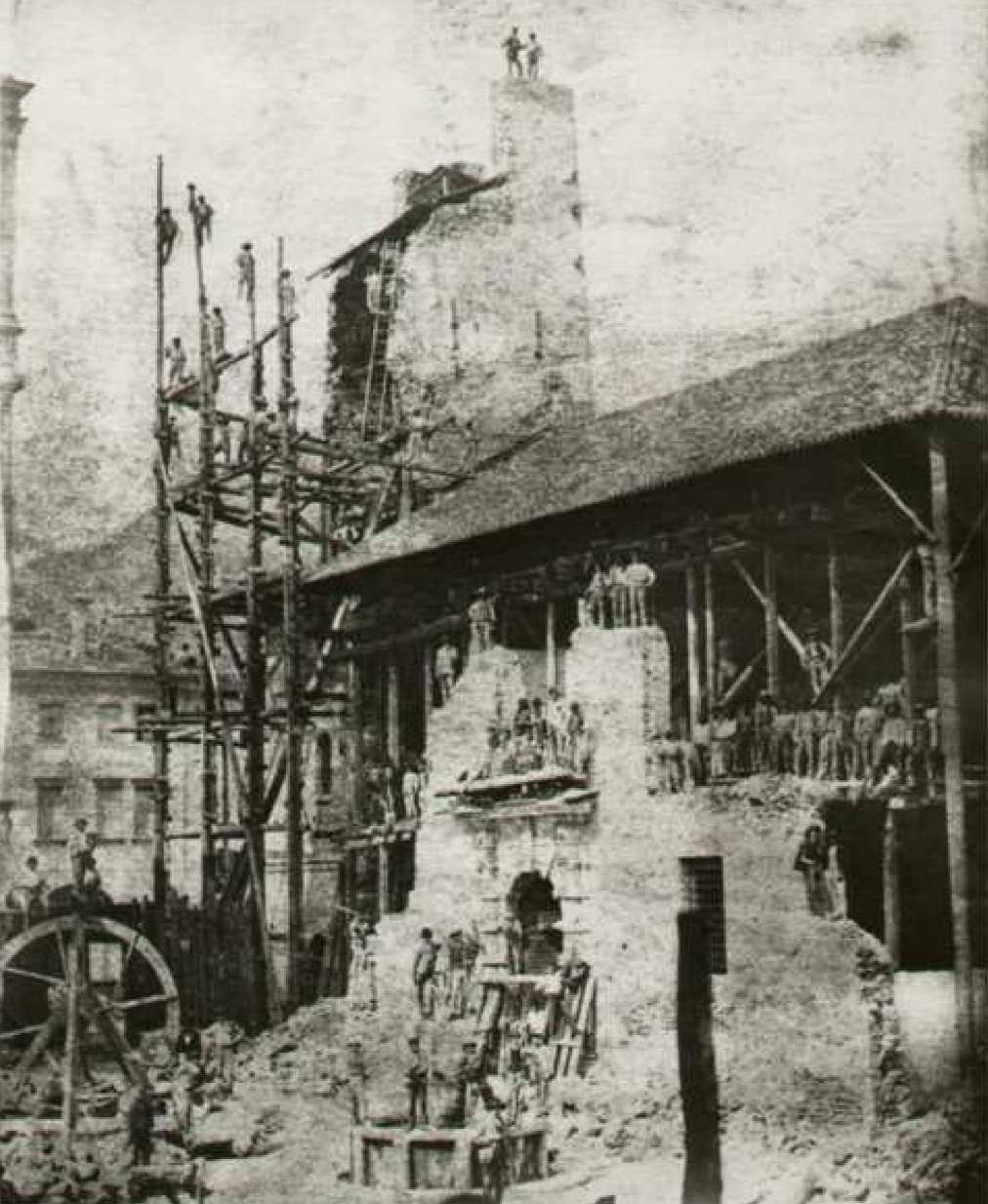
Снос Дворца епископов в Беллуно после землетрясения 1873 года

На территории Альпаго погибло тридцать человек, ещё десять — в остальной части провинции Беллуно. В Руголо, Каппелла-Маджоре и Сармеде сообщалось о 16 жертвах. В коммуне Сан-Пьетро-ди-Фелетто во время утренней мессы в честь почитаемого в городе святого Петра рухнула крыша старой церкви, в результате чего погибло 38 человек.
В наиболее пострадавших районах была повреждена треть зданий. В самой провинции Беллуно была разрушена апсида кафедрального собора (дуомо). Восемь зданий были полностью разрушены, ещё 110 впоследствии пришлось снести, 139 зданиям нужна была полная реставрация, 251 нуждалось в тех или иных реставрационных работах. Была разрушена одна церковь, семь других получили повреждения. На окраине города пришлось снести два квартала, 21 дом нуждался в реставрации и ещё 219 получили незначительные повреждения. Ни одно здание в городе не осталось неповреждённым.
В окрестных городах было разрушено 15 домов, 66 позже пришлось снести, 243 нуждались в реставрации и ещё 669 подлежали ремонту. Примерно 260 домов остались невредимыми. Четыре церкви были разрушены, ещё 21 были сильно повреждены. В Венеции землетрясение привело к незначительному ущербу, оцениваемому в VI баллов по шкале Меркалли.

## Влияние состава почвы на разрушения
В Ченеде были повреждены или разрушены семинария, шпиль кафедрального собора и замок Сан Мартино. Соседний район Серравалле получил небольшие повреждения (только частичное обрушение башни Туррис Нигра), что сейсмологи Торкуато Тарамелли и Джулио Андреа Пирона объяснили различным составом находящейся под территориями почвы. Учёные обнаружили, что Серравалле был построен на плотной известняковый плите, в то время как Ченеда, находящаяся в нескольких километрах, расположена на почве, состоящей из аллювиальных конгломератов (alluvial conglomerates). Это открытие сыграло важную роль в разработке процесса сейсмического макрозонирования — метода, используемого для оценки риска повреждений от землетрясений.

## Оказание помощи
В Витторио-Венето проводился государственный сбор денег, в ходе которого было собрано 2232,45 лиры, при этом провинциальному комитету удалось собрать 26 771,90 лиру на реконструкцию. Король Италии Виктор Эммануил II лично предоставил 1000 лир на оказание помощи.
Власти быстро отреагировали на бедствие и обратились за помощью к армии и карабинерам, чтобы те убрали обломки, установили навесы и укрытия, наладили связь, а также поддерживали порядок среди беженцев.
Недостаток дерева привёл к задержкам восстановления разрушенных зданий. В течение последующих недель военной бригаде была поставлена задача срубить достаточное для проведения реконструкции количество деревьев.